# César Bardonin de Sansac
César Bardonin de Sansac est un homme politique français né le 17 novembre 1766 à Allemans-du-Dropt (Lot-et-Garonne) et mort le 6 août 1826 à Tours (Indre-et-Loire).

## Biographie
Capitaine de cavalerie au début de la Révolution, il émigre. Sous la Restauration, il devient lieutenant-colonel des gardes. Il est député de Lot-et-Garonne de 1820 à 1824, siégeant dans la majorité soutenant la Restauration.

## Sources
- « César Bardonin de Sansac », dans Adolphe Robert et Gaston Cougny, Dictionnaire des parlementaires français, Edgar Bourloton, 1889-1891 [détail de l’édition]
- Ressource relative à la vie publique :   - Base Sycomore